# Mikołaj Milcke
Mikołaj Milcke (ur. 7 listopada 1981 w Sokołowie Podlaskim) – polski pisarz, dziennikarz, autor tekstów piosenek, osobowość telewizyjna.

## Życiorys
Jest absolwentem Wydziału Dziennikarstwa i Nauk Politycznych Uniwersytetu Warszawskiego.

### Kariera pisarska
Debiutancką powieść, zatytułowaną Gej w wielkim mieście, publikował najpierw w formie internetowego bloga, a w 2011 wydał ją drukiem. Zawarł w niej wątki autobiograficzne. W maju 2013 wydał kontynuację Geja... pt. Chyba strzelę focha!. W ramach promocji powieści pojawił się w studiu Czwórki oraz wziął udział w sesji zdjęciowej dla tygodnika „Polityka”, w którym znalazł się tekst opisujący doświadczenia pisarza związane z uczestnictwem w katolickiej grupie o nazwie Pascha.
22 września 2015 wydał powieść pt. Różowe kartoteki, która w 2021 znalazła się w książce pt. Dezorientacje. Antologia polskiej literatury queer opracowanej przez Błażeja Warkockiego, Tomasza Kaliściaka i Alessandro Amente. 23 marca 2017 poinformował o tym, że pracuje nad trzecią częścią Geja w wielkim mieście. Dwa lata później ujawnił, że książka będzie się składać z dwóch powieści: Nie w moim typie i Trzy po trzy. Obie ukazały się w sprzedaży 26 maja 2019. Ponownie wydał także poprzednie części serii, która ukazała się również w formie e-booków, a pierwsza z powieści dodatkowo jako audiobook w interpretacji Henryka Simona.
11 września 2021 wydał powieść Mister, Mister. 14 lutego 2023 ukazała się jego siódma książka pt. Chłopak z drugiego planu. Audiobooka przeczytał Michał Klawiter. 
Także w 2023 ukazała się jego kolejna książka pt. Kalina Jędrusik. Opowieść córki z wyboru. To wywiad rzeka z Aleksandrą Wierzbicką, przyszywaną córką i jedyną spadkobierczynią Kaliny Jędrusik.

### Pozostałe przedsięwzięcia
Jest autorem tekstów piosenek. Napisał słowa do kilku utworów zespołu United States of Emotion. Z Marcinem Kuczewskim i Natalią Lesz napisał piosenkę „Gdybyśmy” do filmu Michała Węgrzyna Gierek (2020). Pisał także m.in. dla Agnieszki Dyk. Jest także autorem tekstów do piosenek reklamowych.
Związany był zawodowo z TVP i Wirtualną Polską. Publikował w „Polityce”, „Sukcesie”, portalach Onet.pl i Polki.pl, współpracował też z Polskim Radiem, Radiem Kolor i z TVN24.
W sierpniu 2013 zaczął współprowadzić codzienny cykl radiowych felietonów Świat na różowo w warszawskim Radiu Kolor. Wiosną 2019 był komentatorem w programie TVN 7 Big Brother Nocą. 18 października 2020 zadebiutował na YouTube z autorskim talk-show pt. Mistrzowie drugiego planu.
Wziął udział w pierwszej edycji reality show telewizji TVN The Traitors. Zdrajcy. W 2025 wystąpił w programie 99 – gra o wszystko emitowanym w telewizji TTV. 

### Życie prywatne
Przez dłuższy czas nie ujawniał swojego wizerunku; odmawiał udzielania wywiadów telewizyjnych, nie zgadzał się na fotografowanie i udzielał jedynie wywiadów radiowych w trakcie promocji pierwszej książki. Na stronie wydawcy można było przeczytać, że urodził się na wschodzie Polski oraz że bardziej zależy mu na tym, by czytelnicy znali jego twórczość, a nie jego twarz.
W 2013, po premierze książki Chyba strzelę focha!, w Internecie pojawiło się kilka zdjęć autora. W 2015, na okładce książki Różowe Kartoteki, wraz ze zdjęciem autora pojawiła się informacja, że urodził się w Sokołowie Podlaskim.
W 2022 roku ujawnił, że dwa lata wcześniej dokonał apostazji.

## Twórczość
Jest, obok Marcina Szczygielskiego i Michała Witkowskiego, jednym z najpoczytniejszych twórców polskiej literatury gejowskiej.
Jego książki są stale obecne na liście bestsellerów bearbook.pl – najpopularniejszej w Polsce księgarni dla gejów i lesbijek. W podsumowaniu 2011 roku powieść Gej w wielkim mieście zajęła 6 miejsce, rok później 10. W 2013 Chyba strzelę focha! zajęła pierwsze miejsce. W tym samym rankingu znalazła się inna książka Milckego, Gej w wielkim mieście, zajęła 3 pozycję, zaś cały ranking został opublikowany w lutym 2014 na łamach dwumiesięcznika „Replika”. W 2014 roku w rocznym podsumowaniu sprzedaży bearbook.pl w TOP10 znalazła się książka Chyba strzelę focha! (8. miejsce), a w 2015 wśród 10 najlepiej sprzedających się pozycji znalazły się dwie pozycje autora: Różowe kartoteki (3. miejsce) i Chyba strzelę focha! (9. miejsce). W podsumowaniu 2019 roku w bearbook.pl w TOP10 znalazły się aż 4 książki Milckego. Pierwsze miejsce zajęła powieść Nie w moim typie, Drugie Trzy po trzy, trzecie i czwarte – wracające na listę bestsellerów – Gej w wielkim mieście i Chyba strzelę focha!. W 2020 roku – w związku z tym, że cztery części serii Gej w wielkim mieście najczęściej były kupowane w pakiecie* – księgarnia potraktowała je jako jedną pozycję, która w rocznym podsumowaniu zajęła miejsce 2. W podsumowaniu 2021 roku 2. miejsce zajęła powieść Mister, Mister. W TOP10 za rok 2023 powieść Chłopak z drugiego planu uplasowała się na miejscu 5.. 
W grudniu 2016 znalazł się na liście „100 najbardziej wpływowych osób LGBT w Polsce” przygotowanej przez portal OUTy.pl.
| Tytuł Książki/Rok        | 2011 | 2012 | 2013 | 2014 | 2015 | 2016 | 2017 | 2018 | 2019 | 2020 | 2021 | 2022 | 2023 |
| ------------------------ | ---- | ---- | ---- | ---- | ---- | ---- | ---- | ---- | ---- | ---- | ---- | ---- | ---- |
| Gej w wielkim mieście    | 6    | 10   | 3    |      |      |      |      |      | 3    | 2*   |      |      |      |
| Chyba strzelę focha!     |      |      | 1    | 8    | 9    |      |      |      | 4    | 2    |      |      |      |
| Różowe Kartoteki         |      |      |      |      | 3    |      |      |      |      |      |      |      |      |
| Nie w moim typie         |      |      |      |      |      |      |      |      | 1    | 2    |      |      |      |
| Trzy po trzy             |      |      |      |      |      |      |      |      | 2    | 2    |      |      |      |
| Mister, Mister           |      |      |      |      |      |      |      |      |      |      | 2    |      |      |
| Chłopak z drugiego planu |      |      |      |      |      |      |      |      |      |      |      |      | 5    |

## Książki
- Gej w wielkim mieście (2011), pierwsze wydanie Dobra Literatura, ISBN 978-83-933290-2-1.
- Chyba strzelę focha! (2013), pierwsze wydanie Dobra Literatura, ISBN 978-83-935437-8-6.
- Różowe kartoteki (2015), wyd. Dobra Literatura, ISBN 978-83-65223-22-7.
- Gej w wielkim mieście cz. 1 (2019) wyd. Novae Res, ISBN 978-83-8147-365-1.
- Chyba strzelę focha! Gej w wielkim mieście cz. 2 (2019), wyd. Novae Res, ISBN 978-83-8147-366-8.
- Nie w moim typie. Gej w wielkim mieście cz. 3 (2019), wyd. Novae Res, ISBN 978-83-8147-367-5.
- Trzy po trzy. Gej w wielkim mieście cz. 4 (2019), wyd. Novae Res, ISBN 978-83-8147-368-2.
- Mister, Mister (2021), wyd. Novae Res, ISBN 978-83-8219-378-7.
- Chłopak z drugiego planu (2023), wyd. Prószyński i S-ka, ISBN 978-83-8295-283-4.
- Kalina Jędrusik. Opowieść córki z wyboru (2023), wywiad rzeka z Aleksandrą Wierzbicką, Wyd. Prószyński i S-ka, ISBN 9788383520681